# C. John Herington
C. John Herington (* 23. November 1924 in Isleworth, Middlesex, England; † 29. März 1997 in Chapel Hill, North Carolina, USA) war ein US-amerikanischer Klassischer Philologe britischer Herkunft.

## Leben und Werk
Cecil John Herington studierte an der University of Oxford Klassische Philologie. Von 1946 bis 1949 unterbrach er sein Studium, um bei der Royal Air Force zu dienen. Nach dem Bachelorabschluss 1949 arbeitete er als Assistant Lecturer an der University of Oxford. Von 1951 bis 1959 war er Lecturer an der University of Manchester. Ab 1956 lehrte er gleichzeitig an der University of Exeter. Nachdem er 1960 an der University of Oxford den Mastergrad erlangt hatte, ging er als Visiting Lecturer an das Smith College in Northampton (Massachusetts) und lebte seitdem in Nordamerika. Von 1962 bis 1965 war er Associate Professor of Classics am University College in Toronto.
1965 ging Herington als Professor of Classics an die University of Texas at Austin. Während dieser Zeit erhielt er mehrere Stipendien: 1966 vom University of Texas Research Institute, 1967 vom American Council of Learned Societies und 1968 von der Guggenheim Foundation. Im akademischen Jahr 1969/70 war er Chairman des Department of Classics. 1972 wechselte er an die Yale University, wo er zum Professor of Classics und kurz darauf auch zum Talcott Professor of Greek ernannt wurde. Im akademischen Jahr 1970/71 war er Sather Professor an der University of Berkeley, von 1986 bis 1988 Vertretungsprofessor an der Duke University. Nach seiner Emeritierung 1992 verbrachte er seinen Ruhestand an der University of North Carolina at Chapel Hill. 1994 erhielt er die Ehrendoktorwürde der Adelphi University in New York.
Heringtons Forschungsschwerpunkt war die griechische Tragödie, insbesondere des Aischylos.

## Schriften (Auswahl)
- Athena Parthenos and Athena Polias. A Study in the Religion of Periclean Athens. Manchester 1955
- The Author of the Prometheus Bound. Austin/London 1970
- The Older Scholia on the Prometheus Bound. Leiden 1972
- mit James Scully: Prometheus Bound. New Haven 1975
- mit Thomas Gould: Greek Tragedy. Cambridge 1977
- mit Janet Lembke: Aeschylus, Persians. New York 1981
- Poetry Into Drama: Early Tragedy and the Greek Poetic Tradition. Berkeley/Los Angeles 1985 (Sather Classical Lectures 49)
- Aeschylus. New Haven 1986